# Althaea longiflora
Althaea longiflora é uma espécie de planta com flor pertencente à família Malvaceae. 
A autoridade científica da espécie é Boiss. & Reut., tendo sido publicada em Diagnoses Plantarum Novarum Hispanicarum 9. 1842.

## Etimologia
O epíteto espécifico longiflora vem do latim longus e florus, significando flores longas.

## Descrição
Histórica
A seguir apresenta-se a descrição dada por António Xavier Pereira Coutinho na sua obra Flora de Portugal (Plantas Vasculares): Disposta em Chaves Dicotómicas (1.ª ed. Lisboa: Aillaud, 1913):
Planta delgada, anual, de 1-4 dm, hirsuta com pêlos patentes; estípulas persistentes, fundamente 2-4-fendidas ; pedicelos axilares solitários, medíocres, por fim subpatentes; segmentos do cálice longamente triangular-acuminados, erectos na frutificação; folhas superiores 3-partidas; aquénios glabros, transversalmente rugosos, aquilhados no dorso. Planta anual. Abril-Maio. Baixo Alentejo: Elvas.

## Portugal
Trata-se de uma espécie presente no território português, nomeadamente em Portugal Continental. Em termos de naturalidade é nativa da região atrás indicada.
Ocorre especificamente no Alto Alentejo.

## Protecção
Não se encontra protegida por legislação portuguesa ou da Comunidade Europeia.